# خولیو روئلاس
خولیو روئلاس (اسپانیایی: Julio Ruelas‎; ۲۱ ژوئن ۱۸۷۰ – ۱۶ سپتامبر ۱۹۰۷) گرافیست، نقاش و طراح اهل مکزیک بود که نامش با نمادگرایی مکزیکی گره خورده‌است.